# Симсонова права
Подножја нормала спуштених из било које тачке кружнице описане заданом троуглу, на странице тог троугла леже на једној правој, та права се зове Симсонова права.
Обрнута теорема: Важи и обрнуто што значи да Тачка припада кружници описаној око троугла ако ортогоналне пројекције те тачке на праве одређене страницама троугла припадају једној правој.